# Історична травма

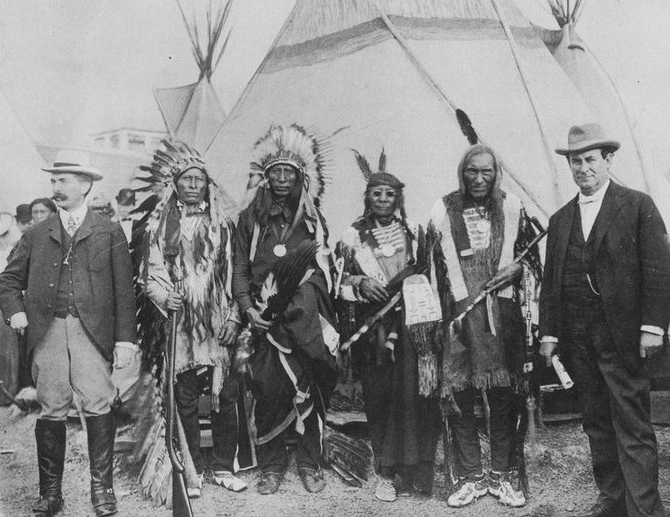
Індіанці лакота на виставці

Істори́чна тра́вма (англ. Historical trauma) — термін, що використовується соціальними працівниками, істориками та психологами, відноситься до сукупної емоційної шкоди людям чи поколінням, спричиненої травматичним переживанням чи подією. Історична реакція на травму (англ. Historical Trauma Response) належить до прояву емоцій та дій, що випливають з цієї травми. Українська дослідниця Л. А. Найдьонова визначає її як кумулятивне (сукупне) емоційне і психологічне враження, накопичене як протягом життєвого шляху окремої людини, так і в наступних поколіннях.

## Опис
Спільне історичне минуле є фактором ідентифікації з певною групою. Між колективною пам'яттю та груповою ідентичністю існує зв'язок: не лише ідентичність є закоріненою у пам'ять, але й те, що і як ми пам'ятаємо, залежить від обраної ідентичності. Травматичний досвід, збережений у пам'яті чи офіційній історії — можуть бути причиною хворобливого стану членів суспільства.
Реакція виражається різними способами: через зловживання наркотичними речовинами, яке використовується як засіб для спроби приглушити біль. Ця модель пояснює іншу самодеструктивну поведінку, таку як суїцидальні думки, депресія, тривога, низька самооцінка, гнів, насильство та труднощі з розпізнаванням та вираженням емоцій. Багато істориків та науковців вважають, що прояви насильства та жорстокого поводження в певних громадах безпосередньо пов'язані з невирішеним горем, яке супроводжує тривалі травми.
Історична травма та її прояви розглядаються як приклад травми трансгенерацій. Для груп населення, які пережили такі травми (наприклад, війна, геноцид, колоніалізм), через кілька поколінь спостерігається вищий рівень захворюваності.
Вперше використана соціальним працівником та експертом з питань психічного здоров'я Марія Жовтий Кінь Відважне серце у 80-х роках минулого століття під час дослідження спільнот індіанців Лакота. Дослідження було зосереджене на способах прояву психологічних та емоційних травм колонізації, переселення, асиміляції та інтернатів американських індіанців у поколіннях Лакоти. Стаття «Вакіксуяпі: перенесення історичної травми Лакоти», опублікована в 2000 р., порівнює наслідки та прояви історичної травми для людей, що пережили Голокост, та корінних американських народів. Її дослідження дійшло висновку, що прояви травми, хоча і спричинені різними подіями, виражаються схожими способами в кожній постраждалій громаді.
Інші значні оригінальні дослідження щодо механізмів та передачі травм між поколіннями були проведені такими вченими, як Даніель Шехтер, чия робота спирається на першопрохідців у цій галузі, таких як: Джудіт Кестенберг, Дорі Лауб, Сельма Фрайберг, Алісія Ліберман, Сьюзен Коутс, Чарльз Зеана, Карлен Лайонс-Рут, Яель Даніелі, Рейчел Єгуда та інші. Хоча кожен вчений зосереджується на різних народах — на корінних американцях, афроамериканцях чи жертвах Голокосту, — всі дійшли висновку, що механізм та передача травм між поколіннями існує в громадах, які переживають травматичні події. Поняття історичної травми активно застосовують для вивчення наслідків апартеїду в Південній Африці, подолання психологічних наслідків локальних воєн і протистоянь.
У книзі Джой Дегруй «Посттравматичний рабський синдром» аналізується прояв історичної травми в афроамериканських популяціях та її кореляція із тривалими наслідками рабства. У 2018 році вийшов перший документальний фільм «Ухилення від куль — історії від тих, хто пережив історичну травму», що фіксує історичну травму серед індіанців. Сюди входили інтерв'ю з ученою Рейчел Єгуда, соціологом Мелісою Уоллс та Антоном Треуером, а також свідчення з перших рук про членів племені Дакоти, Лакоти, Оджибве та Чорноногих.
Дослідження показують, що часто забування і замовчування травми є реакцією групи при позитивному викривленні минулого для того, щоб захистити групові цінності та власний імідж.

## Історична травма корінних народів
Дослідники ввели термін «Історична травма корінних народів», щоб позначити наслідки європейської колонізації на непропорційну нерівність у здоров'ї, яка спостерігається в північноамериканських корінних громадах. Історична травма корінних народів є результатом практики колонізації, яка включала геноцид, хвороби, зубожіння та контроль над життям корінних народів через індійські школи-інтернати. У систематизованому огляді досліджень під назвою «Вплив історичної травми на результати здоров'я для корінного населення США та Канади» автори досліджували взаємозв'язок між травмою та несприятливими наслідками для здоров'я корінних народів США та Канади.
За словами Річарда Генрі Пратта, ціль індійських шкіл-інтернатів був буквально «вбити в ньому індіанця і врятувати людину». Колонізатори, такі як Пратт, викрадали у корінних дітей їхні сім'ї та громади, щоб примусово відправляти їх до промислової школи, де вони нищили культурні практики корінних народів. Школи вимагали позбавлення дітей від корінних ідентичностей, щоб «побудувати кращу людину». Це означало, що школярам індіанцям відрізали довге волосся або карали за розмову їх корінною мовою. Це завдало емоційних травм багатьом корінним дітям. Після закінчення навчального року деяких корінних дітей наймали на роботу до «неіндійських сімей», і багато з них не повернулися додому до своїх сімей. Такі школи викликали страх, самотність, жорстоке поводження та смерть серед дітей корінних американців.
Дослідження послідовно виявляє, що стрес, який зазнали діти корінних народів, перебуваючи в індійських інтернатах, призвів до депресії, сексуального насильства та самогубства. Нащадки тих, хто вижив у школах-інтернатах, за своєю суттю несуть історичну травму для поколінь. Корінні жителі, які не знають про травматичний досвід, який їхні предки пережили в інтернатах, можуть зловживати наркотичними речовинами, бути схильними до насильства, лайки та спроб самогубства. Тому термін «Історична травма корінних народів» можна використовувати для вираження незрозумілих емоцій та травматичних переживань, з якими стикаються корінні народи сьогодні. Визначення цього явища допомагає визнати «психологічні труднощі та диспропорції у здоров'ї» у нинішніх корінних громад.

## Історична травма українців
Голодомор 1932—1933 років є прикладом історичної травми. Тривалий час відбувалося забування у вигляді замовчування офіційною історією та переслідування за поширення інформації про ці події та їхні наслідки, так і серед очевидців подій, через небажання вцілілих повертатися до власних болісних спогадів і транслювати травму на близьких їм людей.
Чорнобильська трагедія також є колективною травмою для українців.

## Історична травма євреїв
Для євреїв такою травмою є Голокост, знищення євреїв нацистами в ході другої світової війни.

## Прояв
Історична травма або реакція на історичну травму може проявлятися різними психологічними способами. Однак найчастіше це спостерігається через високий рівень зловживання наркотичними речовинами, алкоголізму, депресії, тривоги, самогубств, домашнього насильства та інших зловживань у постраждалих громадах.
У корінних американських громадах високий рівень алкоголізму та самогубств безпосередньо пов'язаний із насильством, жорстоким поводженням, які вони зазнали у школах-інтернатах, та втратою культурної спадщини та самобутності, яким ці заклади сприяли. Хоча багато сучасних дітей ніколи не стикалися з цими школами, «травми, завдані індіанськими інтернатами, постійні» і зачіпають покоління корінних народів та громад.
Такі країни, як Австралія та Канада, офіційно вибачились за свою участь у створенні та впровадженні шкіл-інтернатів, які завдали історичну травму. Звіт Австралії «Приведи їх додому» та канадська Комісія з питань правди та примирення (Канада) детально описують «досвід та наслідки» фінансування урядом шкіл-інтернатів для корінних громад та дітей. Обидва звіти також детально описують проблеми, з якими стикається сьогодні корінне населення, такі як економічні диспропорції та дисбаланс здоров'я, а також їх зв'язок із історичною травмою колонізації, вивезення та примусової асиміляції.

## Лікування
Лікування історичної травми повинно виправити зв'язок постраждалої людини чи спільнот з їх культурою, цінностями, переконаннями та самовідчуттям. Це приймає форми індивідуального консультування або терапії, духовної допомоги та групових чи цілих зборів громади, що є всіма важливими аспектами в основі лікування. Лікування має бути спрямоване на відновлення зруйнованої культури, духовних вірувань, звичаїв та сімейних зв'язків, а також зосередження на підтвердженні власного образу і місця в громаді. Ініціативи культурного відродження для лікування історичних травм серед корінних груп у Північній Америці включають «табори культури», де люди влаштовують табори на традиційних землях свого племені, щоб навчитися культурним практикам, втраченим для них в результаті колоніальних практик.
З огляду на колективний характер, що базується на природі травми, підходи до лікування повинні бути не лише рішенням проблем однієї людини. Зцілення повинно застосовуватися і для громад, в яких вони існують. Позбавлення особисті наслідків травми є важливими цілями лікування, але успішне лікування історичної травми також залежить від зусиль громади щодо припинення передачі колективних травм між поколіннями.
Особливу увагу слід приділити потребам та розширенню можливостей людей, які вразливі, пригноблені та живуть у злиднях. Соціальні працівники та активісти повинні сприяти соціальній справедливості та соціальним змінам для осіб, сімей, груп та громад. Щоб допомога була точною та корисною для постраждалого населення, соціальні працівники повинні розуміти культурне різноманіття, історію, культуру та сучасні реалії клієнтів.

## Одержимість травматичним минулим
Головною перешкодою у процесі вивільнення пацієнтів від травматичних спогадів за думкою Поля Рікера є «примусове повторення». Воно полягає в тому, що пацієнт не сприймає спогад як минуле, але знов і знов гостро переживає його, наче повторює травму. Нездатність усвідомити часову відстань від травматичного досвіду породжує болісні відчуття та робить неможливим зцілення. «Такий надмір пам'яті нагадує оте примусове повторення, яке схоже на рух по замкнутому колу: замість спроби пропрацювати свою пам'ять і примирити минуле та теперішнє (…) При цьому дехто отримує нездорове задоволення від такого повторення [травматичної] пам'яті». Вивчення досвіду Голодомору містить деякі ознаки «надмірної колективної пам'яті».

## Дивитися також
- Колективна травма
- Епігенетика
- Психологічна травма